# Geum urbanum
Geum urbanum é uma espécie de planta com flor pertencente à família Rosaceae. O seu nome comum é erva-benta ou sanamunda
A autoridade científica da espécie é L., tendo sido publicada em Species Plantarum 1: 501. 1753.
Encontra-se em orlas de bosques, matagais e sebes, em sítios ensombrados e húmidos, comportando-se como espécie nitrófila.
O rizoma pode ser usado em caldos e guisados e usado para dar sabor a cerveja, vinho e licores. As folhas podem ser adicionadas a saladas ou sopas. Toda a planta é substituta do  quinino no tratamento de febres, dores do aparelho digestivo e diarreia, reduzindo inflamação e hemorroidas. Pode ser usada em gargarejo contra a halitose.

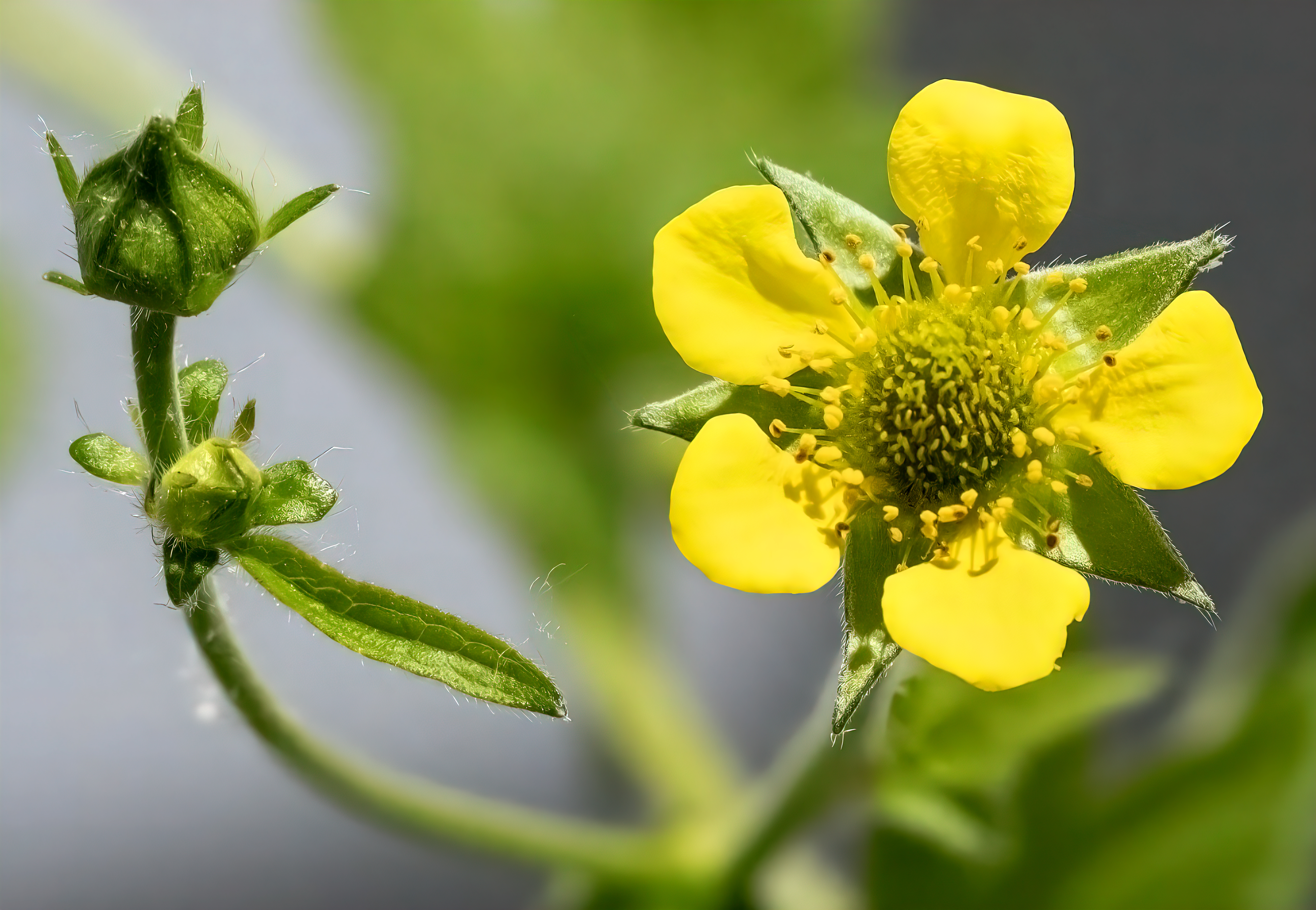
Botões e flores.
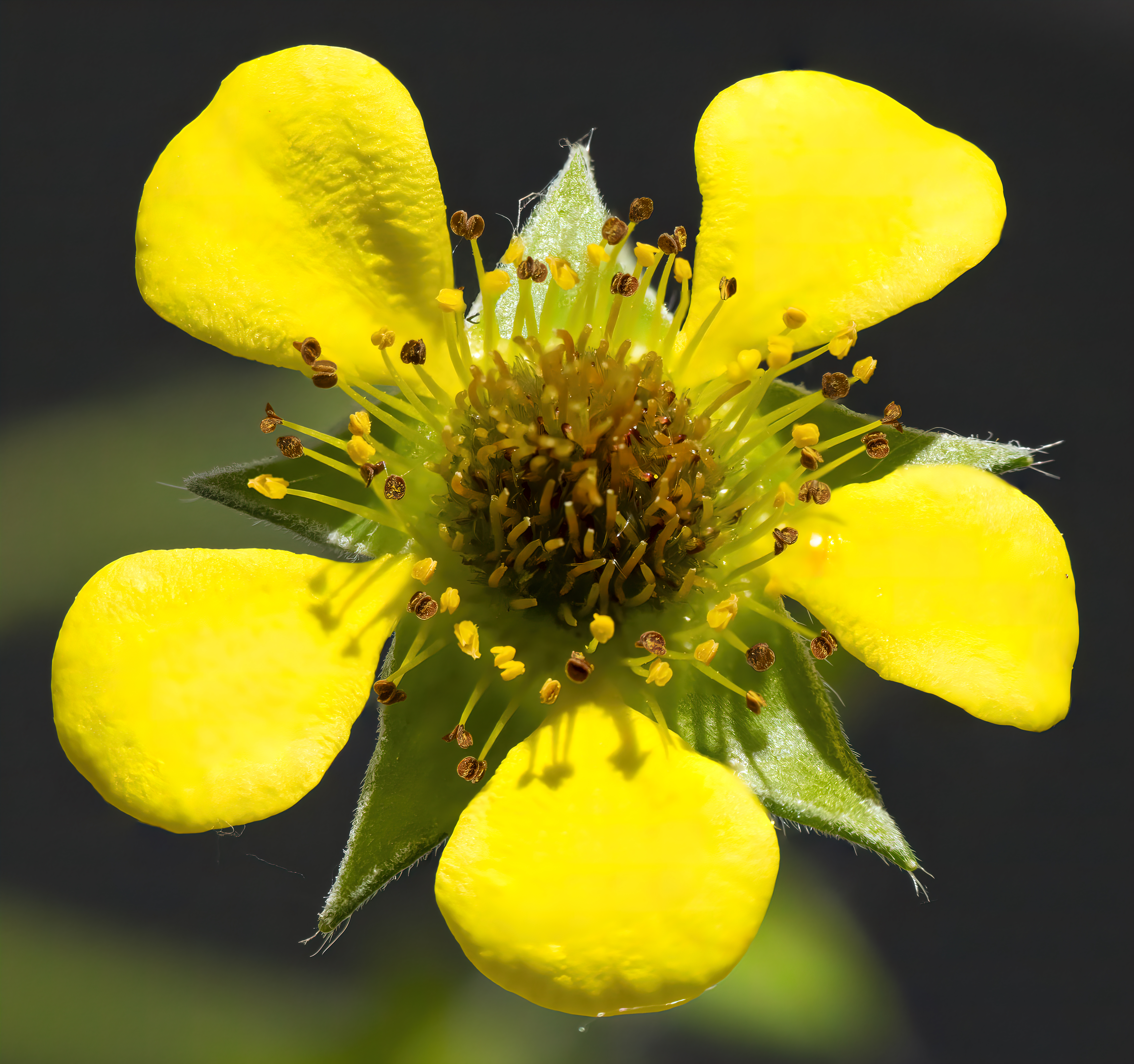
Flor.
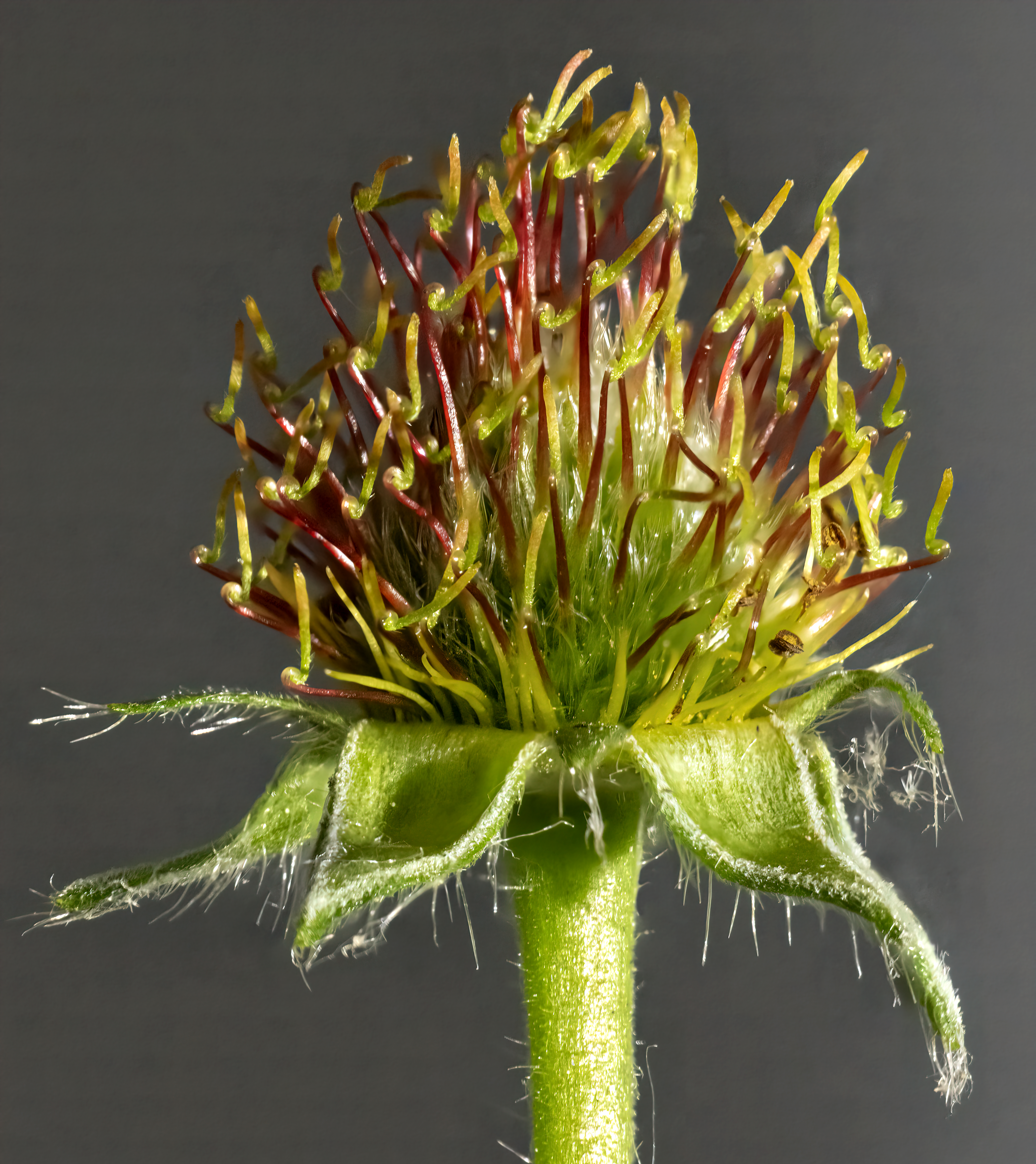
Fruta imatura.

## Distribuição
Trata-se de uma espécie presente em toda a Europa. No território português surge em Portugal Continental.

## Proteção
Não se encontra protegida por legislação portuguesa ou da Comunidade Europeia.